# Heteractis magnifica

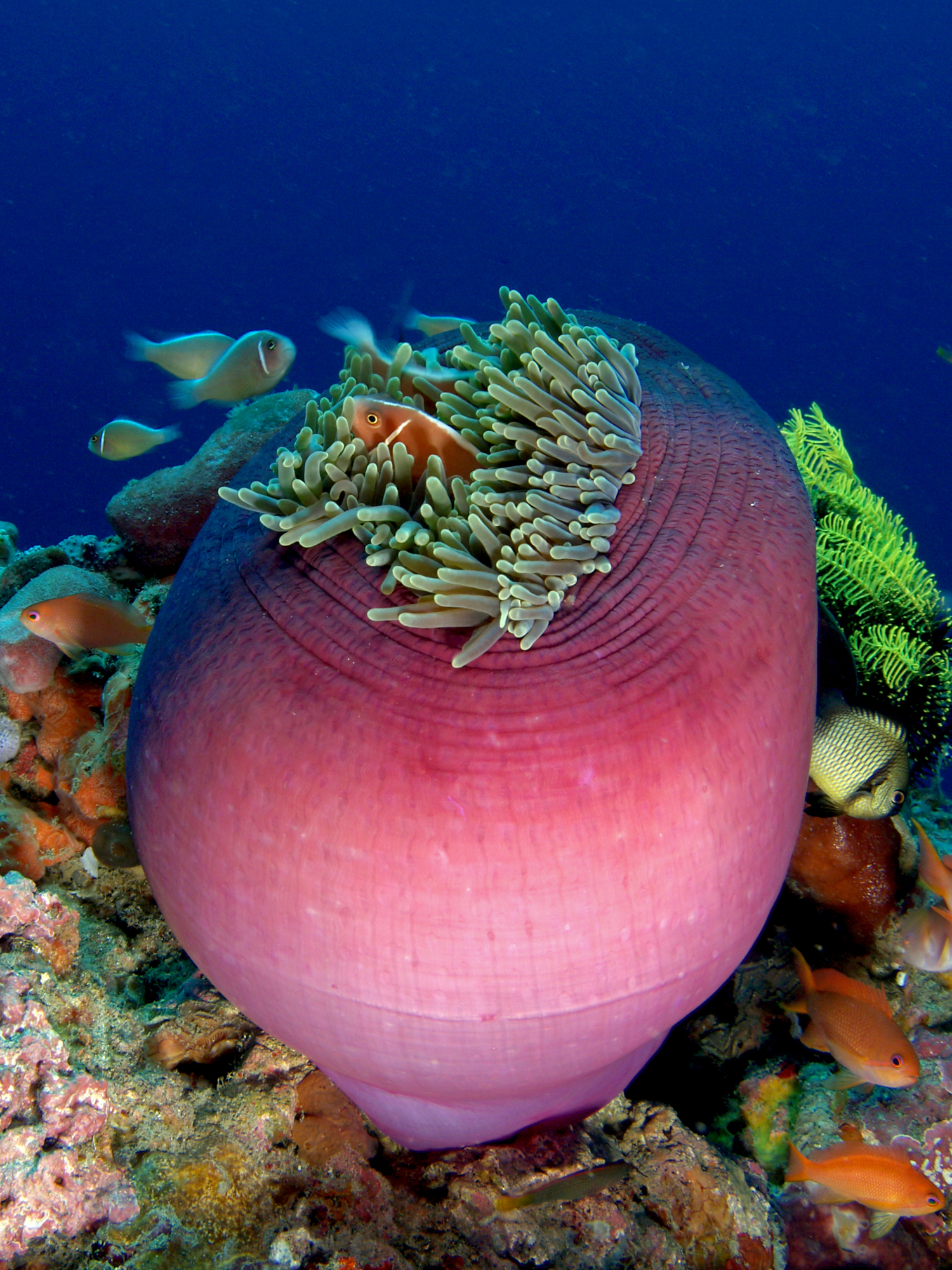
Amphiprion perideraion en H. magnifica

La anémona magnífica (Heteractis magnifica) es una anémona de mar de la familia Stichodactylidae. 
Es de las denominadas hospedantes, que mantienen una relación mutualista con otros animales, en su caso con peces payaso (género Amphiprion), los cuales inhiben la liberación de las células urticantes que poseen sus tentáculos, estableciendo una relación de convivencia. De esta manera, los payasos se protegen de sus predadores entre los tentáculos urticantes de la anémona, y esta se beneficia de la limpieza de su disco oral y tentáculos, como consecuencia de los continuos movimientos de los peces. También hospedan peces damisela, gambas del género Periclimenes o cangrejos como Neopetrolisthes maculatus.

## Morfología
Su cuerpo es cilíndrico. Su extremo basal es un disco plano que funciona como pie, el disco pedal, y su extremo apical es el disco oral, el cual tiene la boca en el centro, y alrededor de ella largos tentáculos de unos 8 cm, que poseen cnidocitos, células urticantes provistas de neurotoxinas paralizantes en respuesta al contacto. La anémona utiliza este mecanismo para evadir enemigos o permitirle ingerir presas más fácilmente hacia la cavidad gastrovascular. 
Esta especie es de las que alcanza mayor tamaño, pudiendo llegar al metro de diámetro en su disco oral. El rango medio está entre 30 y 50 cm. Su cuerpo es carnoso y normalmente presenta una coloración variada, que puede ir desde el rosado y violeta hasta el marrón, blanco o naranja. El contrastado color de la columna es distintivo. Sus tentáculos, que están dispuestos en varios círculos concéntricos, tienen las puntas redondeadas o levemente hinchadas, y suelen tener unos 75 mm de largo, pudiendo ser ramificados.
Presenta la particularidad de poderse envolver completamente, hasta solo dejar ver algunas puntas de los tentáculos en su parte superior, cuando se le molesta o las condiciones acuáticas no son las adecuadas.

## Hábitat

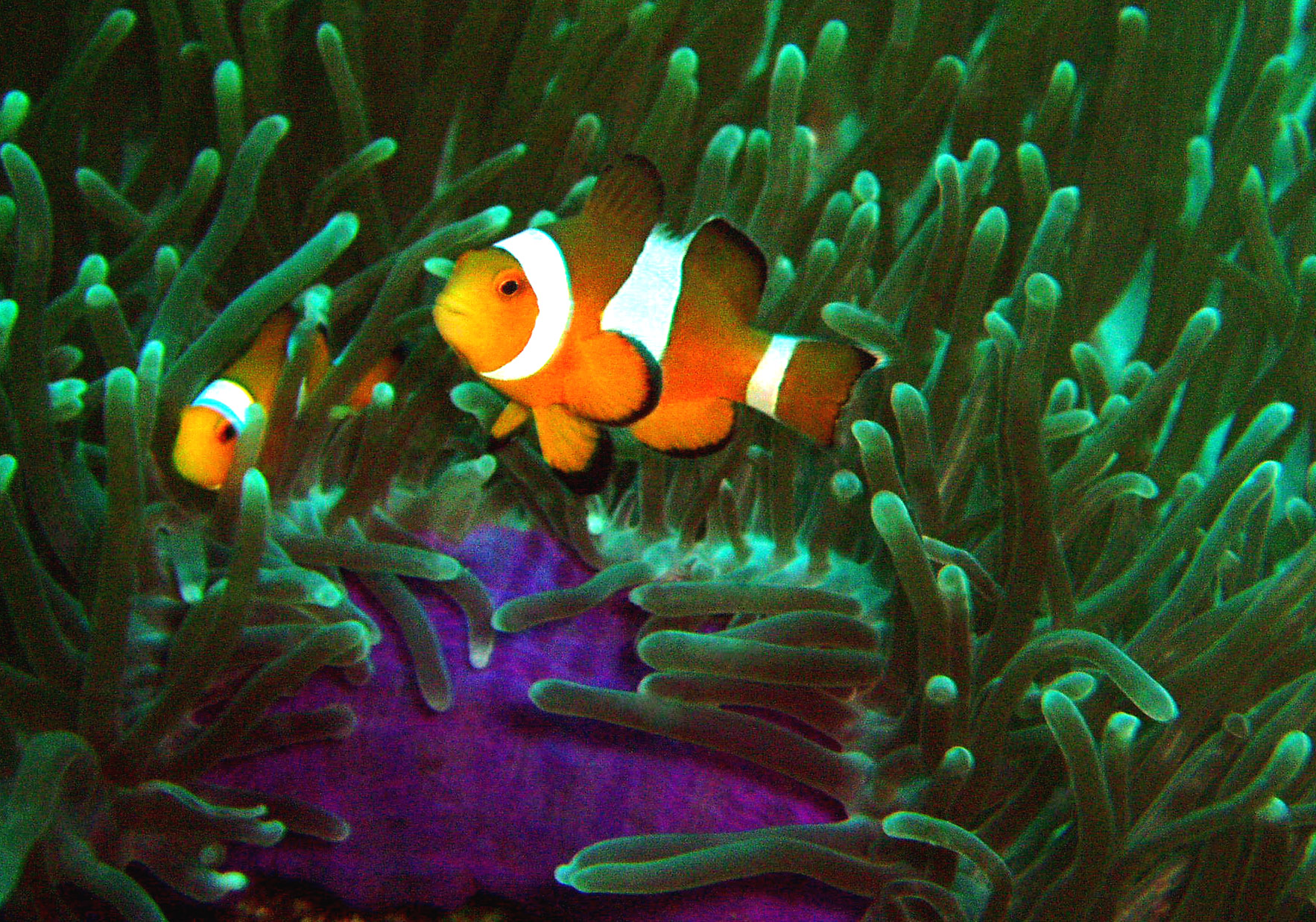
El pez y la anémona tienen una relación simbiótica: ambos se benefician de la presencia del otro

Frente de arrecife, generalmente en posiciones elevadas, con la columna visible. En general, en zonas de fuerte movimiento de agua, en crestas y pendientes. En superficies sólidas, en lagunas profundas o lugares expuestos del arrecife, con corrientes medias a fuertes. Viven en zonas costeras normalmente expuestas a mareas bajas, pero son especialistas en sobrevivir fuera del agua. Repliegan sus tentáculos y llenan sus cavidades de agua, lo que impide que se sequen cuando quedan expuestas al aire. 
Prefieren aguas cálidas, entre 24 y 32 °C, y su rango de profundidad es entre 1 y 50 m.

## Distribución geográfica
Se las encuentra en las aguas tropicales del océano  Indo-Pacífico, desde el mar Rojo hasta Samoa. Habitando la costa sudeste africana, Madagascar, las Seychelles, Ceilán, el sudeste asiático, norte de Australia y regiones del Pacífico oeste, y al norte, hasta las islas Ryukyu.
Está presente en Australia, China, Comoros, Egipto, Fiyi, Guam, Indonesia, Israel, Japón, Malasia, Maldivas, islas Marshall, isla Navidad, Papúa Nueva Guinea, Polinesia Francesa, islas Salomón, Seychelles, Singapur, Tailandia, Tanzania, Vietnam y Yibuti.

## Alimentación

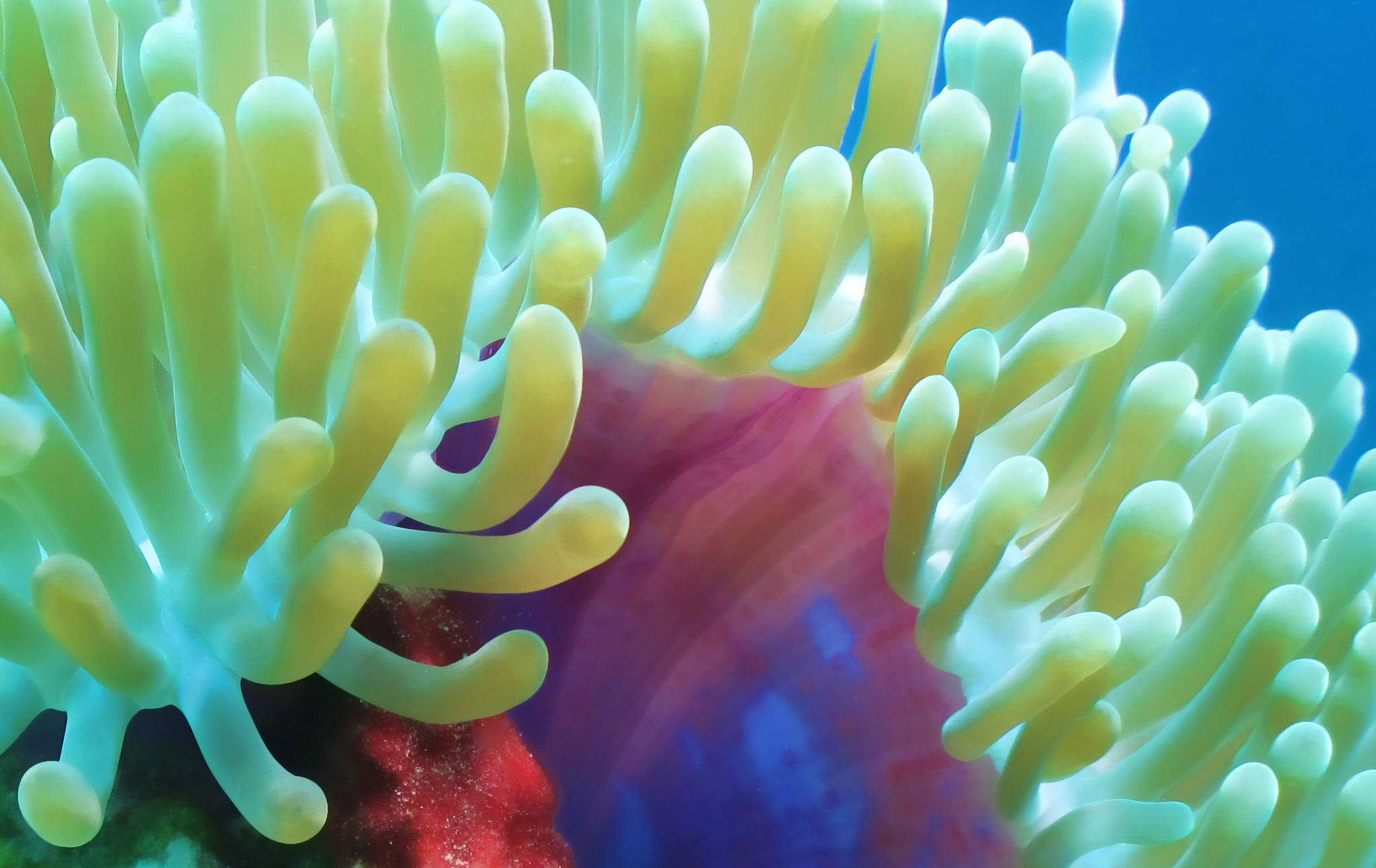
Imagen de H. magnifica en Maldivas, mostrando tentáculos

Las anémonas magníficas contienen algas simbióticas llamadas zooxantelas. Las algas realizan la fotosíntesis produciendo oxígeno y azúcares, que son aprovechados por las anémonas, y se alimentan de los catabolitos de la anémona (especialmente fósforo y nitrógeno). No obstante, las anémonas se alimentan tanto de los productos que generan estas algas (entre un 75 y 90 %), como de las presas de zooplancton, peces, moluscos, erizos, crustáceos, gusanos y plantas marinos, que capturan con sus tentáculos.

## Reproducción
Asexual: por brotes y por fisión, en este último caso, la anémona se divide por la mitad de la boca o del pie, dando lugar a dos individuos clónicos.
Sexual: mediante la fertilización de las gónadas, generando una larva plánula ciliada, que deambula hasta fijarse en el sustrato o roca, dónde se transforma en el pólipo que generará el animal que conocemos.

## Galería

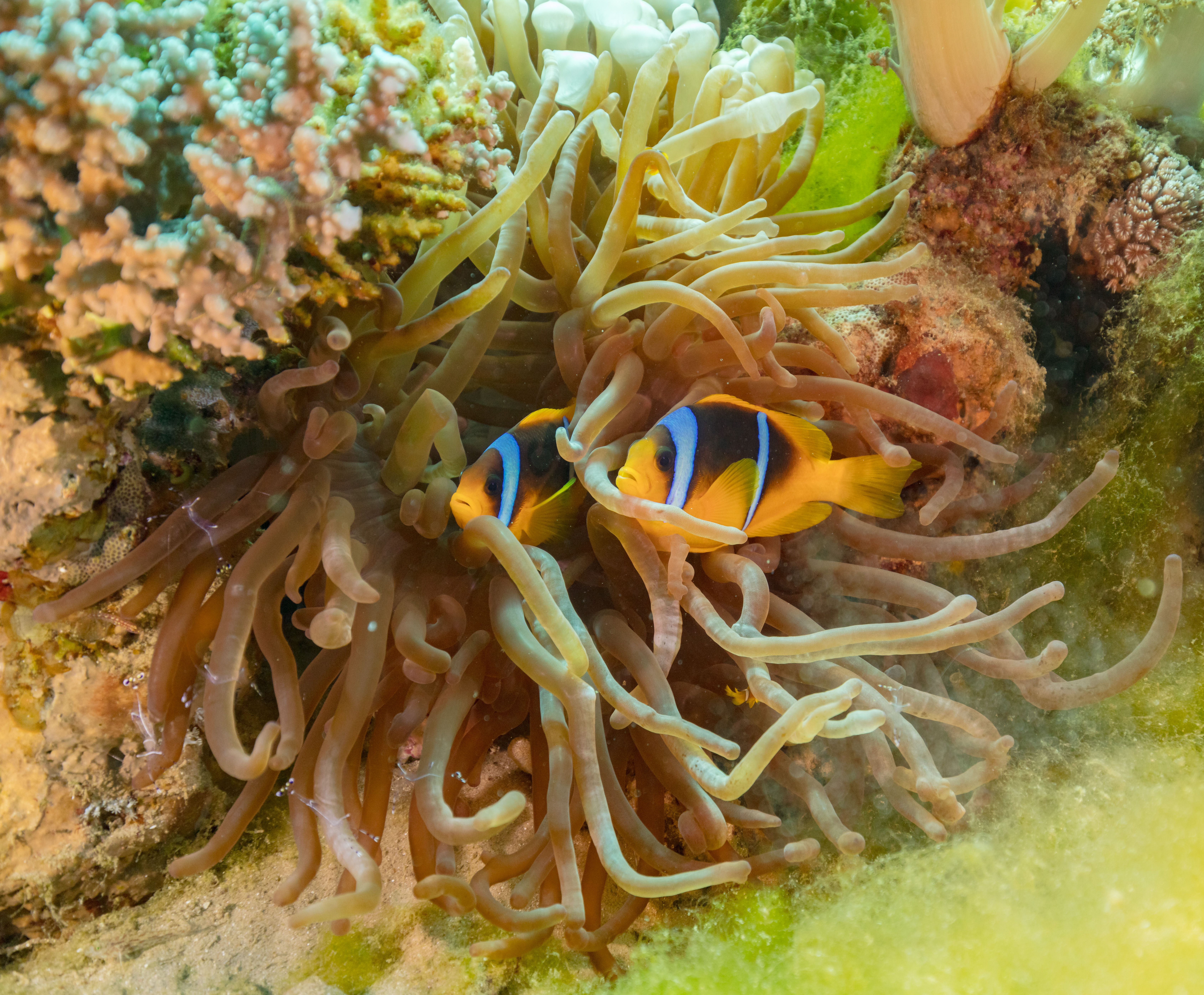
Pareja de Amphiprion bicinctus en H. magnifica.
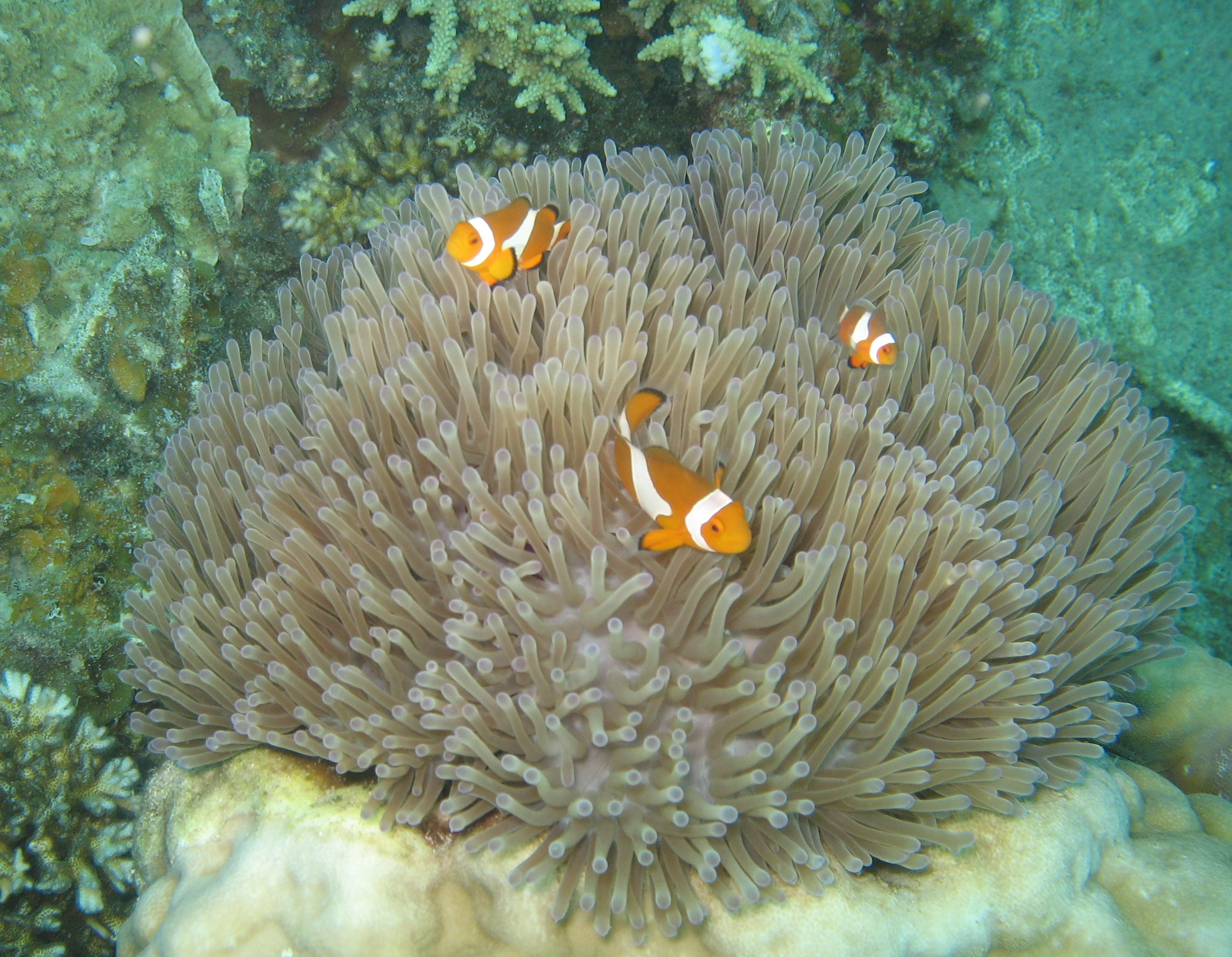
Familia de Amphiprion ocellaris en H.magnifica. Pulau Perhentian Besar, Malasia.
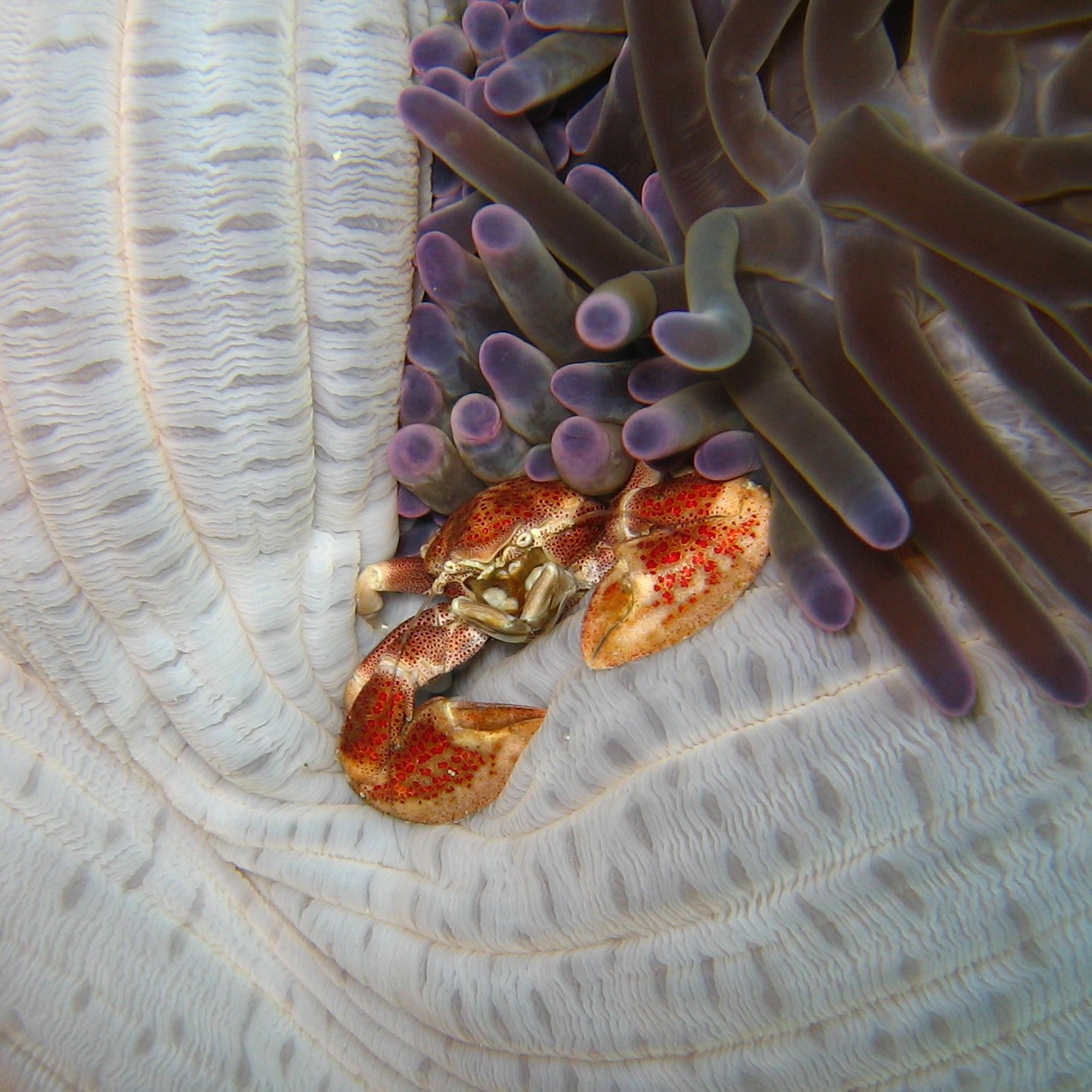
Neopetrolisthes maculatus en H.magnifica.
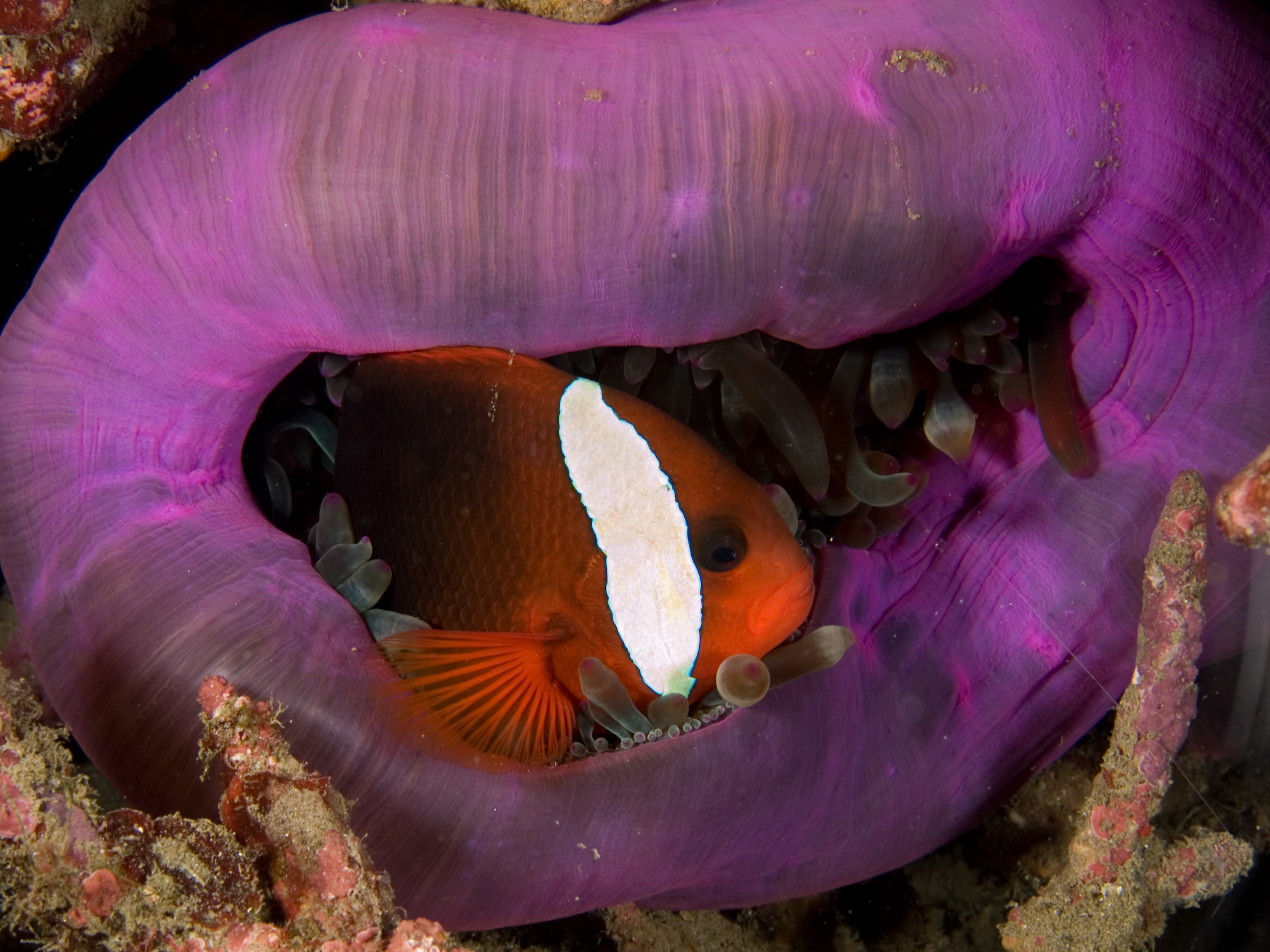
Amphiprion melanopus.refugiándose en la abertura de una H. magnifica con los tentáculos recogidos en la columna.
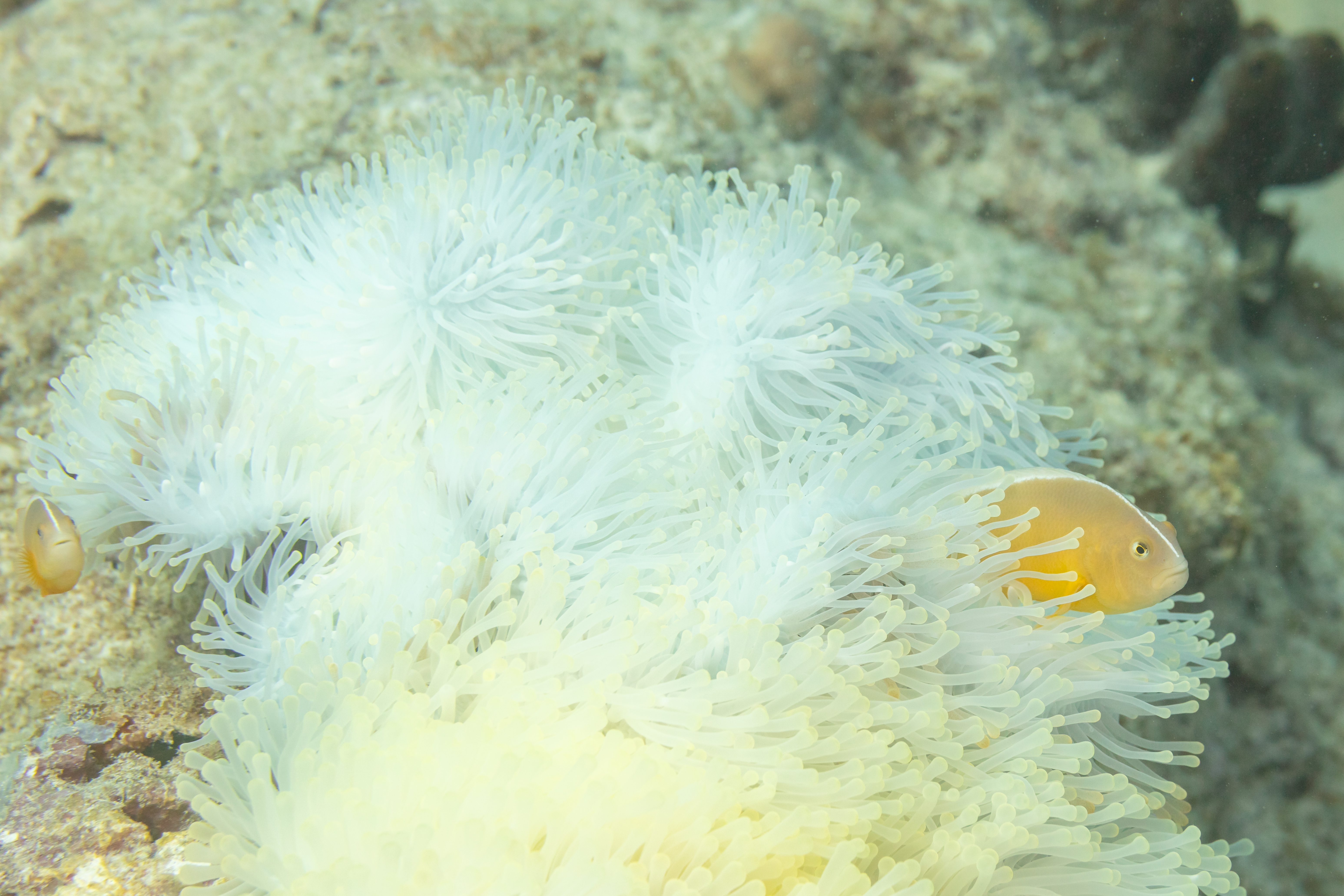
Amphiprion akallopisos en una anémona magnífica.
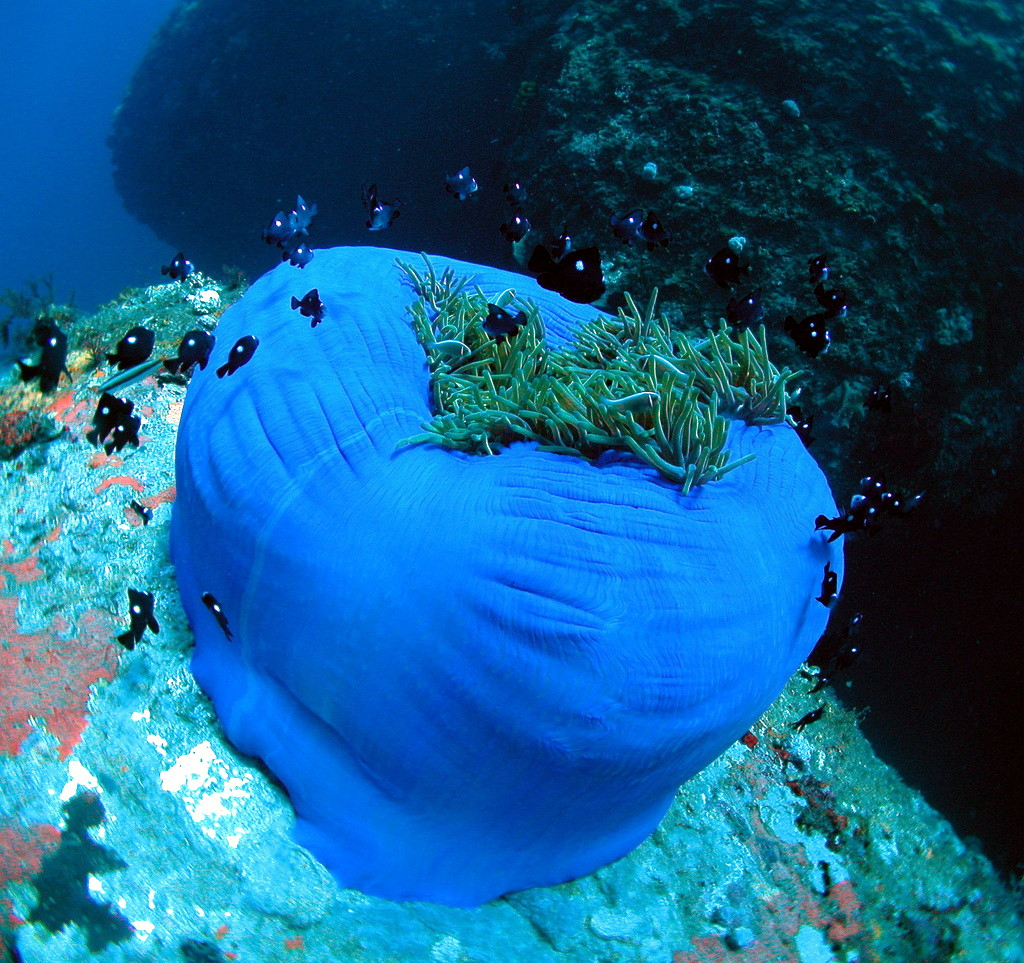
H. magnifica y Dascyllus trimaculatus.
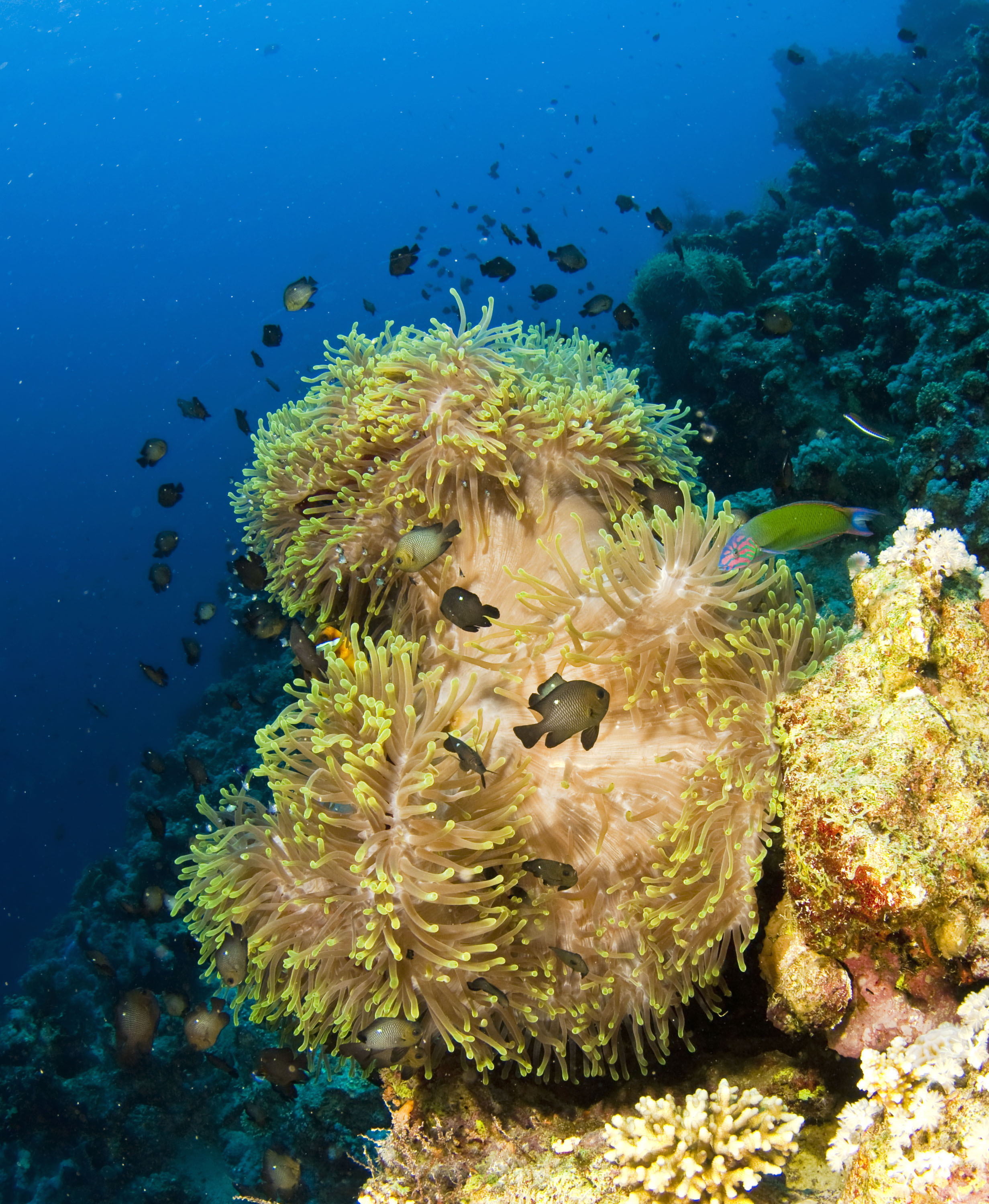
H. magnifica y Dascyllus trimaculatus.
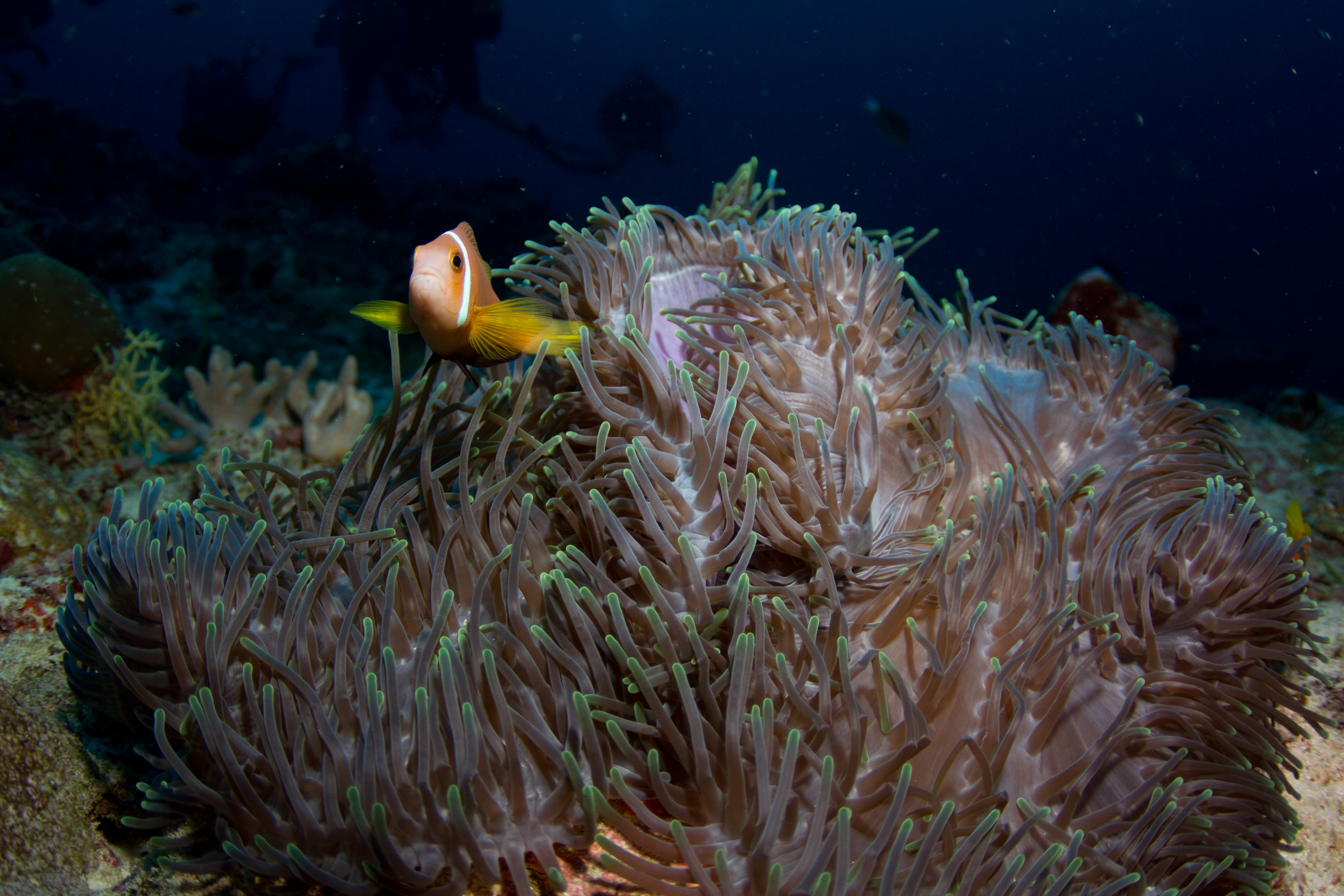
Amphiprion nigripes en H.magnifica, Maldivas.
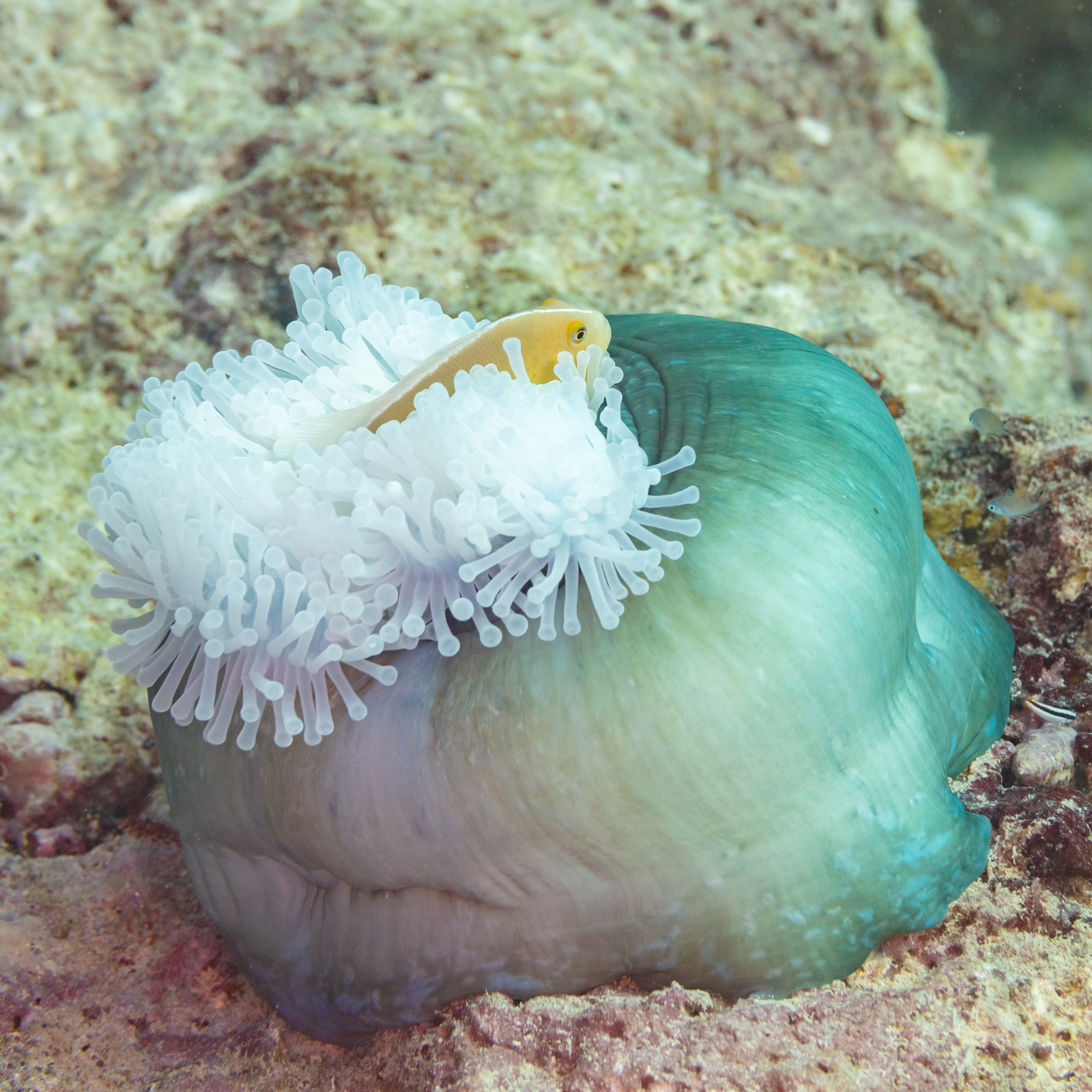
El pez payaso no es afectado por las neurotoxinas de los tentáculos de la anémona, por lo que puede refugiarse en ellos.
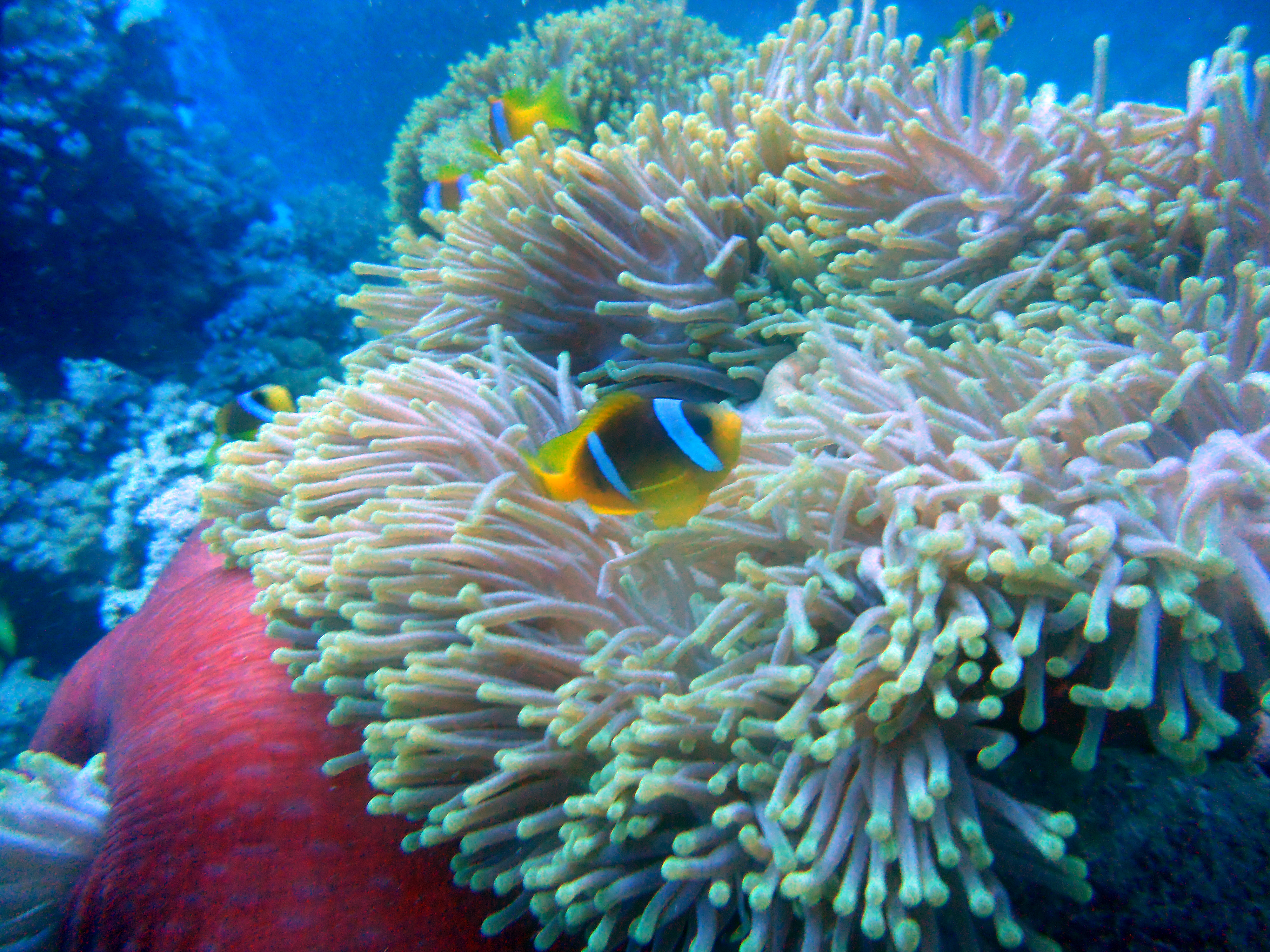
Amphiprion bicinctus sobre H.magnifica, Mar Rojo, Egipto.
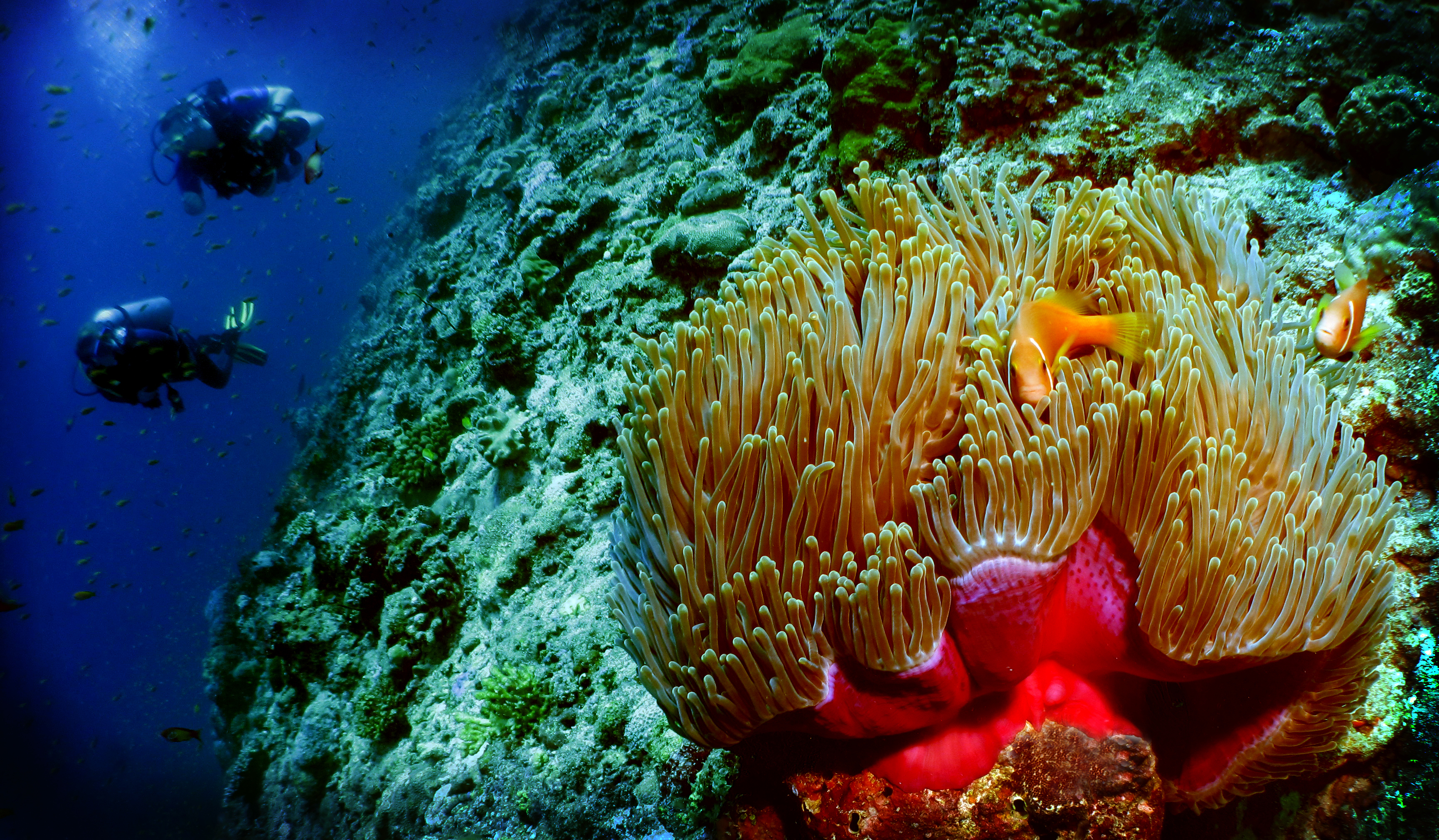
Pareja de A. nigripes en H.magnifica, Maldivas.